# Bakcell Arena
Bakcell Arena, do siječnja 2013. godine Stadion 8. kilometar (azerski: 8 km stadionu) je nogometni stadion u Bakuu, Azerbajdžan. Stadio ne otvoren 14. rujna 2012. te mu kapacitet iznosi 11,000.

## Povijest
Stadion je otvoren 14. rujna 2012. pod nazivom 8. kilometar s prisustvom azerbajdžanskoga predsjednika Ilhama Alijeva. Na stadionu su se igrale jedanaest utakmica Svjetskog prvenstva u nogometu za žene do 17 godina
U siječnju 2013. stadion je preimenovan u Bakcell Arena nakon pregovora između Azerbajdžanskog nogometnog saveza i Bakcella.
7. lipnja 2013. godine odigrana je prva utakmica Azerbajdžanske nogometne reprezentacije na ovome stadionu. Azerbajdžanska nogometna reprezentacija je tada igrala 1:1 protiv Luksemburške nogometne reprezentacije.

## Vanjske poveznice
|  | Zajednički poslužitelj ima još gradiva o temi Bakcell Arena |